# Purple Passages
Purple Passages to dwupłytowa, winylowa składanka najlepszych utworów zespołu Deep Purple z lat 60. Płyta zawiera między innymi takie klasyki jak "Hush" i "Kentucky Woman". Kompilacja wydana została tylko w USA, zmontowana z materiału wydanego w latach 1968 i 1969 przez wytwórnię Tetragrammaton. W roku 1998 kompilację wydano na płycie CD.

## Lista utworów
| 1.  | "And The Address" (Blackmore/Lord)                          | 4:53    |
|     | (Shades of Deep Purple)                                     |         |
| 2.  | "Hey Joe" (Lord/Evans/Simper/Paice/Blackmore)               | 6:57    |
|     | (Shades of Deep Purple)                                     |         |
| 3.  | "Hush" (Joe South)                                          | 4:20    |
|     | (Shades of Deep Purple)                                     |         |
| 4.  | "Emmeretta" (Lord/Blackmore/Evans)                          | 2:58    |
|     |                                                             |         |
| 5.  | "Chasing Shadows" (Lord/Paice)                              | 5:31    |
|     | (Deep Purple)                                               |         |
| 6.  | "The Bird Has Flown" (Evans/Blackmore/Lord)                 | 5:30    |
|     | (Deep Purple)                                               |         |
| 7.  | "Why Didn't Rosemary?" (Blackmore/Lord/Evans/Simper/Paice)  | 5:00    |
|     | (Deep Purple)                                               |         |
| 8.  | "Hard Road (Wring That Neck)" (Blackmore/Lord/Simper/Paice) | 5:11    |
|     | (The Book of Taliesyn)                                      |         |
| 9.  | "The Shield" (Blackmore/Evans/Lord)                         | 6:02    |
|     | The Book of Taliesyn                                        |         |
| 10. | "Mandrake Root" (Blackmore/Evans/Lord)                      | 6:03    |
|     | (Shades of Deep Purple)                                     |         |
| 11. | "Kentucky Woman" (Neil Diamond)                             | 4:44    |
|     | (The Book of Taliesyn)                                      |         |
| 12. | "April" (Blackmore/Lord)                                    | 12:03   |
|     | (Deep Purple)                                               |         |
|     |                                                             | 1:09:12 |
|     |                                                             |         |

## Wykonawcy
- Ritchie Blackmore – gitara
- Rod Evans – śpiew
- Jon Lord – organy, instrumenty klawiszowe, śpiew
- Ian Paice – perkusja
- Nick Simper – gitara basowa, śpiew